# Residenzschloss Ludwigsburg

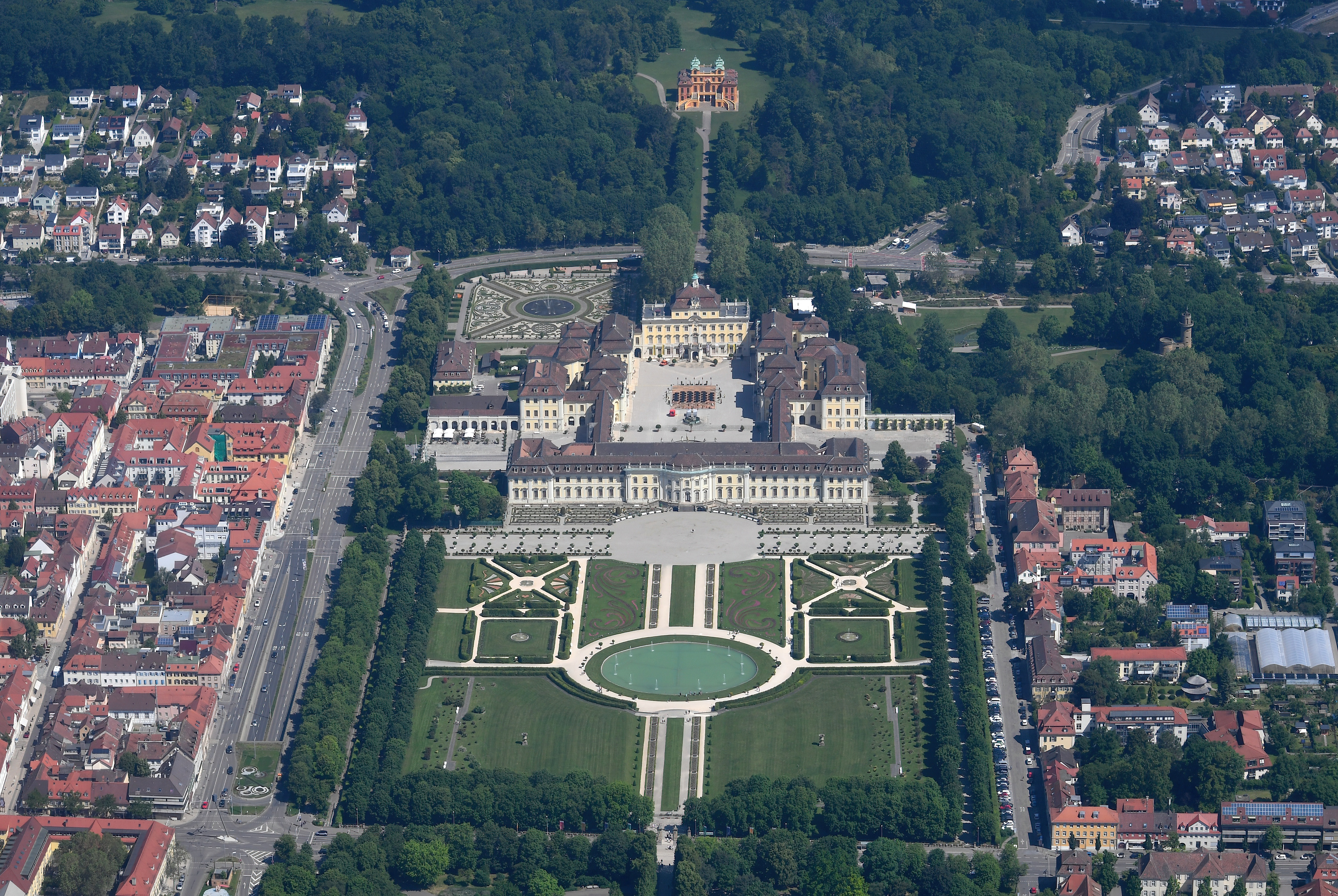
Luftbild des Residenzschlosses Ludwigsburg, des Blühenden Barock und des Lustschlosses Favorite

Das Residenzschloss Ludwigsburg ist ein Baudenkmal in der ehemaligen württembergischen Residenzstadt Ludwigsburg. Es wurde in den Jahren 1704 bis 1816 im Auftrag der Herzöge Eberhard Ludwig, Carl Eugen und Friedrich II. von Württemberg nach Entwürfen der Architekten Johann Friedrich Nette, Donato Giuseppe Frisoni und Nikolaus Friedrich Thouret in den Stilen Barock, Rokoko und Klassizismus vom kleinen Jagdschloss zur monumentalen Vierflügelanlage ausgebaut.
Das Residenzschloss besteht aus dem Alten Hauptbau, dem Ordensbau und dem Riesenbau im Norden; dem Kavalierbau, der Schlosskapelle und dem Theaterbau im Osten; dem Neuen Hauptbau, der Ahnengalerie und der Bildergalerie im Süden; sowie dem Kavalierbau, der Ordenskapelle und dem Festinbau im Westen. Mit dem Blühenden Barock und dem Lustschloss Favorite bildet das „württembergische Versailles“ ein bedeutendes Bauensemble.

## Baugeschichte

### Vorgängerbau

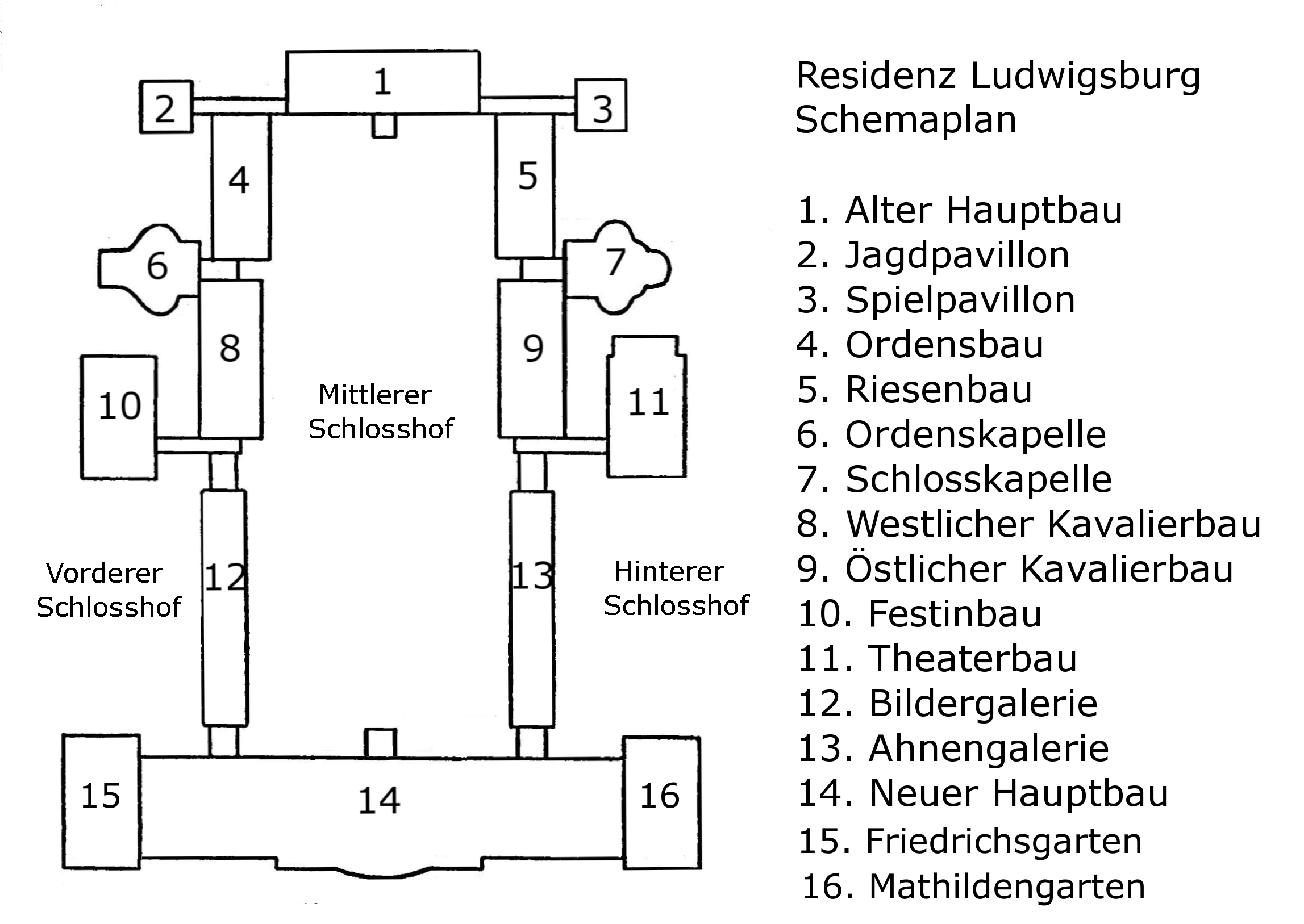
Lageplan des Residenzschlosses Ludwigsburg

An der Stelle des heutigen Schlosses befand sich vor der Reformation der größte Wirtschaftshof des Klosters Bebenhausen. Abt Heinrich von Hailfingen ordnete Anfang des 15. Jahrhunderts den Bau einer Anlage an, in der die Zehntabgaben der Bauern eingelagert wurden. Auch die umliegenden Seen und Wälder wurden von dem sogenannten Erlachhof aus verwaltet. Wegen der ständigen militärischen Bedrohungen im Zuge der Hussitenkriege musste der Hof nach dem Vorbild von Burgen durch Verteidigungsanlagen wie einem Graben und einer Zugbrücke gesichert werden. „Eine 9 m hohe und fast 3 Meter dicke Mauer mit Wehrgang“ umschloss den Komplex. Dennoch brannte das Rittergefolge des Franz von Sickingen den Hof am 9. Juni 1519 größtenteils bis auf die Grundmauern nieder. In der Folge war die Anlage für mehrere Jahre unbewohnbar.
Nach der Auflösung des Klosters Bebenhausen ging der Erlachhof in direkten Besitz der württembergischen Herzöge über. Diese bauten die Anlage in ein Jagdgut um. Für die Entscheidung sprach der große „Wildreichtum“ in den angrenzenden Wäldern und mehrere „fischreiche Seen“ wie die Schafhofseen und der Eglosheimer See. Unter Herzog Ludwig wurde ein erster Tiergarten errichtet, in dem vornehmlich Damhirsche gejagt wurden. Anlässlich einer großen Schweinehatz im Oktober und November 1625 wurden etwa 800 Jagdhunde im Hof untergebracht. Zusätzlich mussten zahlreiche Pferde und das herzogliche Gefolge in der Anlage versorgt werden können. Dies machte bauliche Erweiterungen erforderlich. Einen tiefen Einschnitt bedeutete das Restitutionsedikt von 1629. Es ermöglichte katholischen Mönchen in das Kloster Bebenhausen zu ziehen und erneut den Erlachhof für sich zu beanspruchen. Herzogliche Jagden konnten nicht mehr veranstaltet werden. Zudem wurde die Anlage am 19. Oktober 1634 von kaiserlich-habsburgischen Truppen erneut geplündert und niedergebrannt. Nur eine Scheune, der Pferdestall und der Keller blieben erhalten.
Nach dem Dreißigjährigen Krieg ließ Herzog Eberhard III. von Württemberg den Erlachhof wiederaufbauen. Dem Trend anderer Höfe folgend ersetzte er die bisher übliche Treibjagd durch Parforcejagden. Die Kriege des französischen Sonnenkönigs beendeten jedoch die Baumaßnahmen abermals. Herzog Wilhelm Ludwig war gezwungen, der Finanzierung seines Heeres den Vorrang einzuräumen, sodass ein weiterer Ausbau des Hofes nicht verwirklicht werden konnte. Im Pfälzischen Erbfolgekrieg drangen französische Truppen 1693 tief in das Herzogtum Württemberg ein und brannten den Erlachhof zum dritten Mal in seiner Geschichte nieder.

### Gründung und Alter Hauptbau

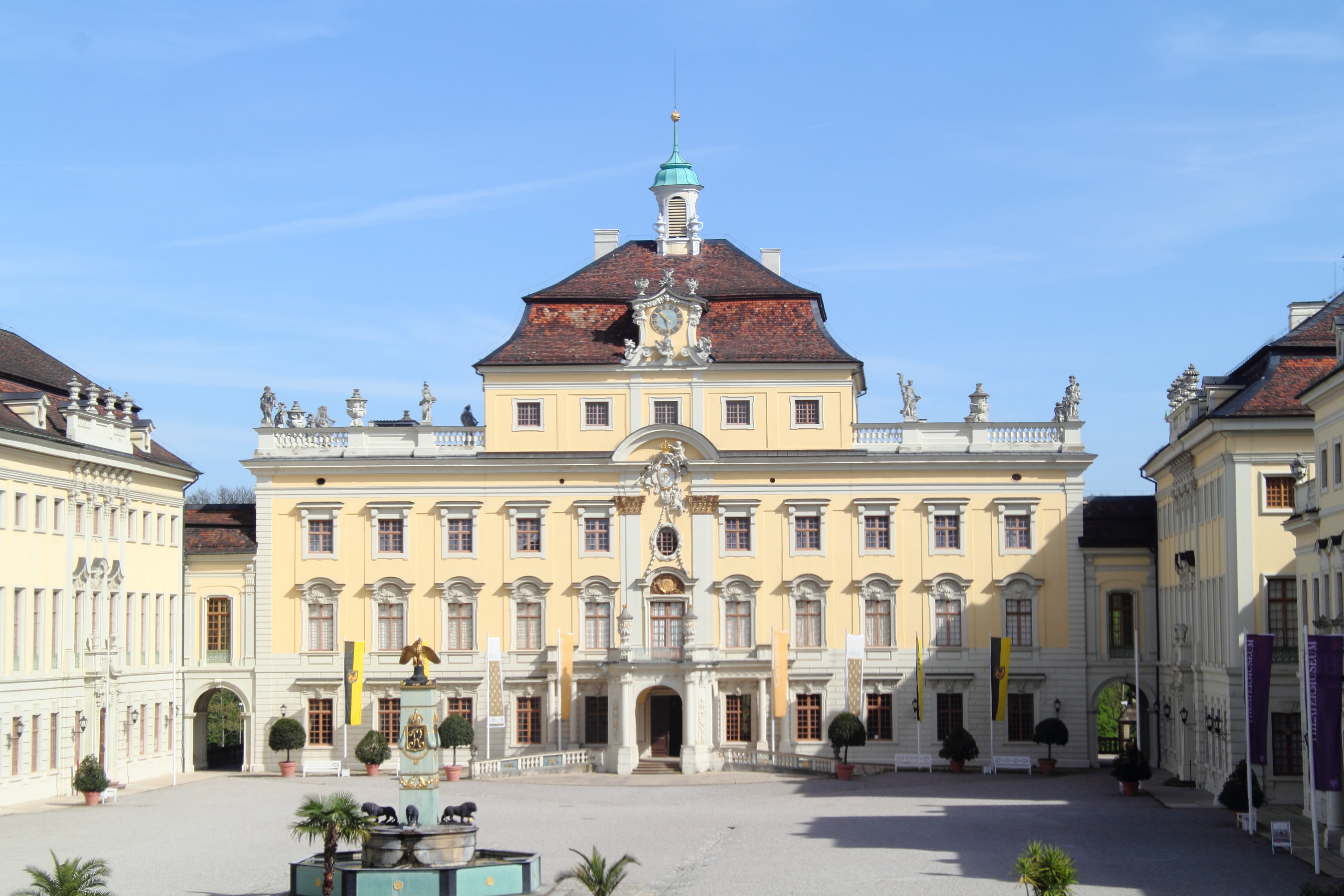
Alter Hauptbau

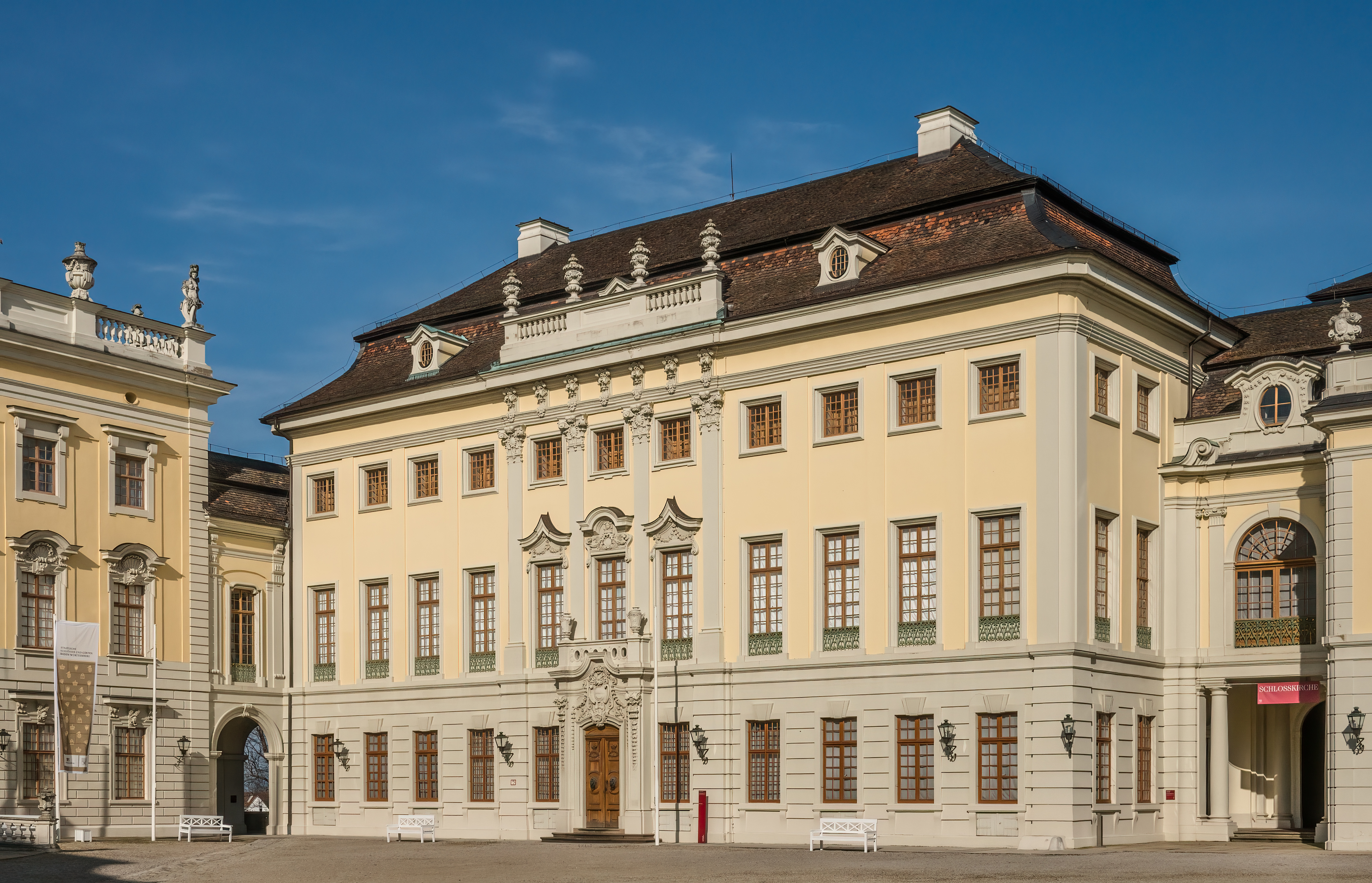
Riesenbau

Der württembergische Herzog Eberhard Ludwig – selbst ein leidenschaftlicher Jäger – forcierte den schnellen Wiederaufbau seines Jagdgutes. Er sah hierfür ursprünglich nur eine eingeschossige Anlage vor, denn die Finanzen seines Herzogtums waren aufgrund des gerade erst beendeten Pfälzischen Erbfolgekrieges zerrüttet. Der vom Herzog zum Verwalter des Gutes ernannte Bernhard Ilsenflamm wollte allerdings eine Dienstwohnung im Erlachhof beziehen, wofür er ein zweigeschossiges Hauptgebäude erbat. Eberhard Ludwig befürwortete dies. In den Jahren 1697 und 1698 entstanden zwei Scheunen und eine weitere Amtswohnung auf dem Komplex. 1699 stattete Eberhard Ludwig dem Erlachhof vier Besuche ab. Das Gut entwickelte sich zu einem seiner bevorzugten Aufenthaltsorte um Stuttgart. Der Herzog plante daher schon bald den Ausbau zu einem kleinen Jagdschloss, das drei Etagen umfassen sollte. Ein im Pfälzischen Erbfolgekrieg stehengebliebener Eckturm wurde in das Schloss mit integriert. Zum Teil ließ der Herzog Steine von der beschädigten Festung Hohenasperg für den Bau verwenden. Im Jahre 1702 war das Schloss zwar fertiggestellt, fand bei Eberhard Ludwig aber keinen Anklang.
Der Herzog hatte schließlich während seiner Grand Tour Eindrücke von vielen europäischen Höfen sammeln können. Er hatte die Niederlande, England und wahrscheinlich auch das Königreich Frankreich bereist. Im Sommer des Jahres 1700 besuchte er das Schloss und den Park von Versailles, ein barockes Vorbild für sämtliche Residenzen in Europa. Der Eindruck bestärkte Eberhard Ludwig darin, sein Schloss in Ludwigsburg noch weiter auszubauen. Das dem Prinzenbau in Stuttgart ähnelnde Bauwerk genügte nicht mehr seinen Ansprüchen. Ein größeres Bauvorhaben bedurfte der Erfahrung eines Architekten, den es im Herzogtum Württemberg nicht gab. Der Herzog schickte also seinen mathematisch bewanderten Theologen Philipp Joseph Jenisch auf zwei Ausbildungsreisen (1701 und 1702). Womöglich erkundete Jenisch auch Italien, wo er sich mit der  Barockarchitektur vertraut machte. Nach seiner Rückkehr beauftragte der Herzog ihn mit aufwändigeren Planungen.
Anfang 1704 legte Jenisch dem Herzog seinen Entwurf vor. Der Plan sah im Zentrum den später sogenannten Alten Hauptbau vor, auch Alter Fürstenbau oder Alter Hauptbau genannt. An diesen Hauptbau schlossen sich im Osten und Westen zwei Flügel an. Der Ostflügel entstand bereits auf dem Gelände des späteren Riesenbaus; der Westflügel auf dem Terrain des späteren Ordensbaus. Beide Flügel orientierten sich mit ihren Giebeln und Ecktürmen am Vorbild der Stuttgarter Residenzbauten und sollten schon wenig später wieder abgerissen werden. Zur selben Zeit diente Eberhard Ludwig als Offizier im Spanischen Erbfolgekrieg. Am 6. Mai 1704 reiste der Herzog jedoch aus seinem Feldlager ab, um die Schlossbaustelle zu besichtigen. Am Tag darauf, dem 7. Mai 1704, beging er einen symbolisch bedeutenden Akt: Anlässlich der Grundsteinlegung des Alten Hauptbaus führte Eberhard Ludwig drei Schläge mit einem silbernen Hammer auf einen Eckstein aus.
Dennoch musste bis zum 15. März 1705 die Errichtung des Hauptbaus völlig eingestellt werden. Der Herzog musste sich erst weitere Einnahmen verschaffen, eine effizientere Bauverwaltung aufbauen und erfahrene Bauleute anwerben, ehe weitere Fortschritte erzielt werden konnten. Selbst die Beschaffung von Baumaterial erwies sich als Problem. Nach einem militärischen Erfolg im Spanischen Erbfolgekrieg bei Höchstädt, an dem Eberhard Ludwig einen Anteil hatte, wollte der Herzog im Sommer 1704 erneut umplanen lassen. Wahrscheinlich war Jenisch dazu gezwungen, seine Entwürfe nochmals umzuändern. Der Bau der Flügel schritt derweil weiter voran. Der Herzog gab dem Schloss am 11. Mai 1705 den Namen Ludwigsburg.

### Erweiterung und Neuer Hauptbau

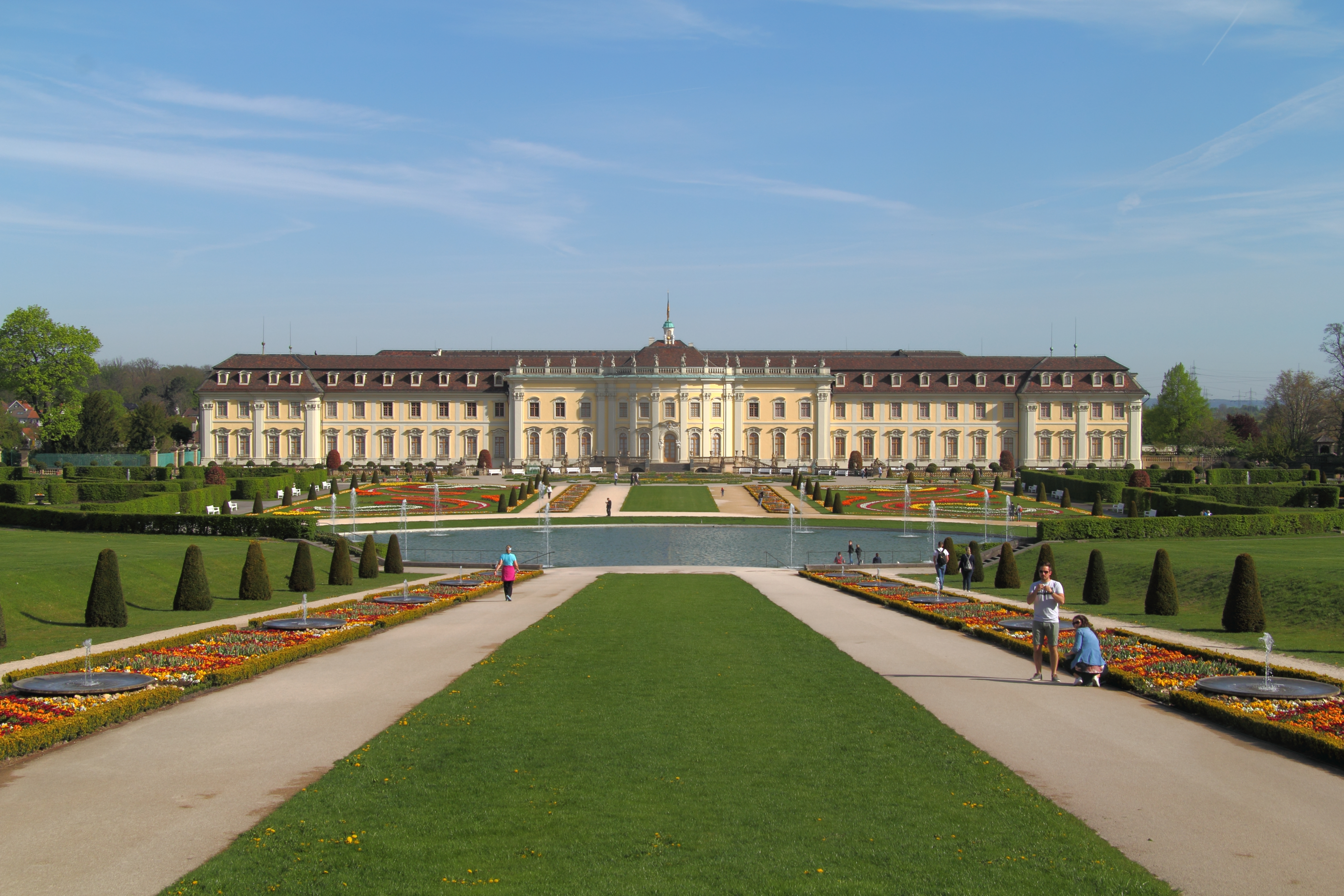
Neuer Hauptbau

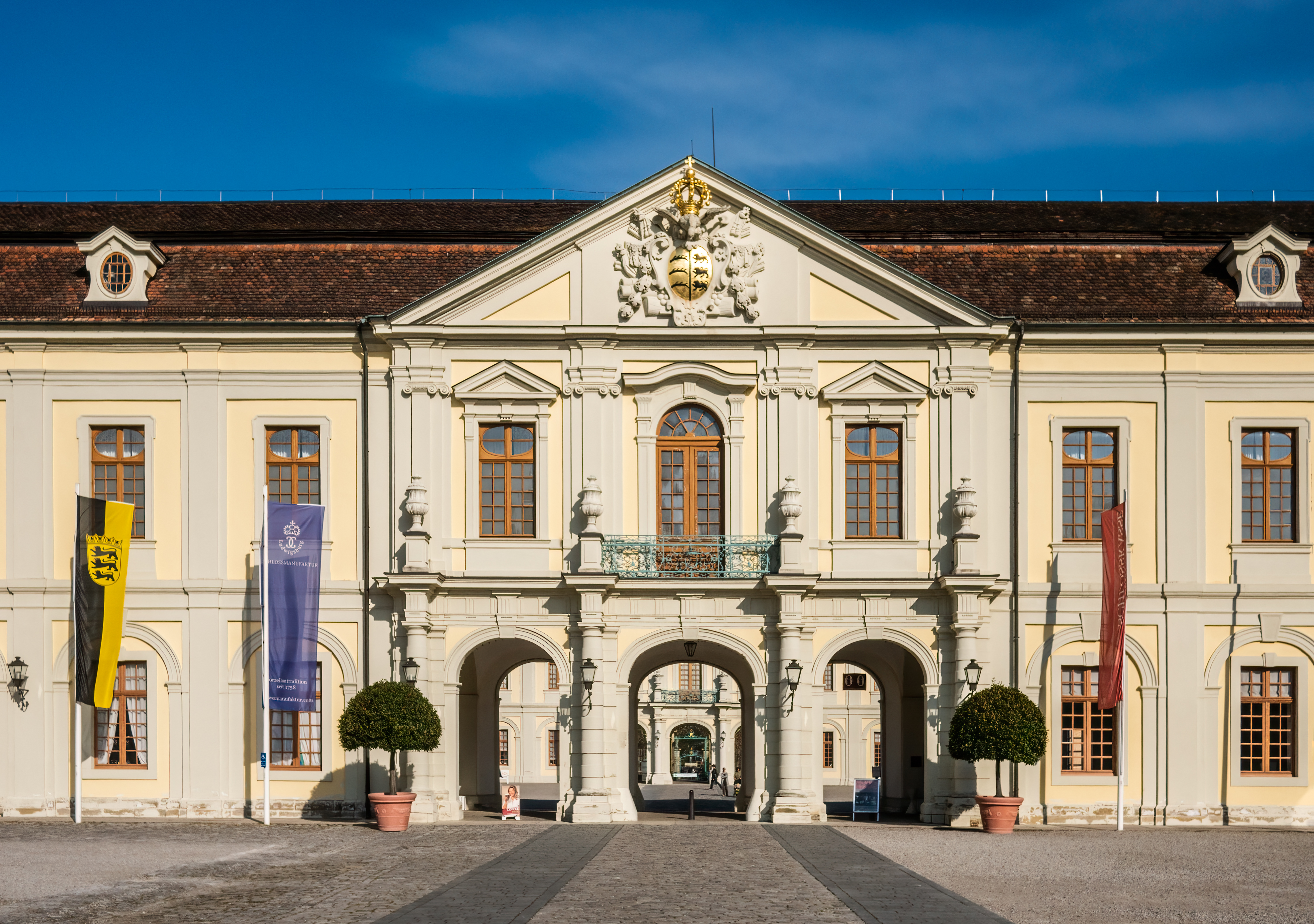
Bildergalerie

Bereits 1706 entwarf der neue und begabtere Hofbaumeister Johann Friedrich Nette großzügigere Planungen. Diese sahen eine damals übliche Dreiflügelanlage vor. In den darauffolgenden Jahren entstanden zunächst der mächtige Fürstenbau im Norden der Anlage, der später sogenannte Alte Hauptbau. Kurz darauf wurde der Hauptbau an beiden Schmalseiten mit dem Jagd- und dem Spielpavillon und Verbindungsgalerien erweitert. An diese Galerien wurden rechtwinklig zum Hauptbau jeweils einen Seitenflügel angefügt (Ordensbau im Westen, Riesenbau im Osten), so dass eine Dreiflügelanlage mit nach Süden offenem Ehrenhof entstand. 1709, als der Bau erst zu einem kleinen Teil fortgeschritten war, verlegte der Herzog seine ständige Residenz nach Ludwigsburg. Bis in die 1730er-Jahre zog sich der weitere Ausbau hin. Nach dem Tod des Baumeisters Johann Friedrich Nette wurde der bisherige Stuckateur Donato Giuseppe Frisoni als Hofbaumeister berufen. 1709 begannen die Planungen für die Stadt Ludwigsburg als typische barocke Planstadt, die den absolutistischen Anspruch des Herzogs unterstreichen sollte. Ab 1718 wurde die Stadt westlich des Schlosses errichtet. Zeitweise war Ludwigsburg anstelle Stuttgarts die Residenz- und Hauptstadt des Herzogtums Württemberg.
Ab 1715 plante er erhebliche Vergrößerungen der bestehenden Anlage. Die Dreiflügelanlage wurde erweitert durch zusätzliche Flügelbauten, den beiden Kavalierbauten. Hinter den Flügelbauten wurden im Osten die Schlosskirche und im Westen das symmetrische Gegenstück (das später als Ordenskapelle genutzt wurde) errichtet. Parallel zu den Kavaliersbauten wurde im Westen den Festinbau und im Osten der Theaterbau errichtet. Damit war die Dreiflügelanlage komplettiert. Trotz dieser immensen Erweiterungen für Festsäle und Räume des Hofstaats entsprach die Schlossanlage noch nicht den gewachsenen Ansprüchen. Es mangelte an Räumen, die eine reibungslose Bedienung ermöglichten, und an den herzoglichen Wohnungen selbst. Die Wohnung des Herzogs befand sich zu diesem Zeitpunkt weiterhin im Alten Hauptbau. Die Größe des Appartements entsprach der ursprünglich vorgesehenen Funktion als Jagd- und Lustschloss und genügte nicht den zeitgenössischen Anforderungen an eine herzogliche Repräsentationswohnung. Weitere Vergrößerungen wurden benötigt.
Frisoni plante zunächst eine Erweiterung durch Ummantelung des Hauptbaus, ähnlich wie sie beim Schloss Versailles umgesetzt wurde. In Ludwigsburg wäre diese Lösung aufgrund der Geländeformation nur mit sehr großem Aufwand und Kosten möglich gewesen. Daher entschied man sich für eine andere Variante, einen völlig neuen und wesentlich größeren Baukörper, der Neue Hauptbau. Diesen errichtete man im Süden der Dreiflügelanlage, gegenüber dem Alten Hauptbau. Zwei lange Galerien (Ahnen- und Bildergalerie) verbinden die Kavaliersbauten der bereits bestehenden Anlage mit dem neuen Hauptbau und schließen die bisherige Drei- zur Vierflügelanlage. Im Süden des Neubaus wurde ein großer Garten angelegt, der vom Innenhof (durch den so genannten „Hirschgang“) unter dem Gebäude hindurch erreichbar ist. Beim Tod des Herzogs 1733 war der Neue Hauptbau im Äußeren fertiggestellt, während die Innenausstattung noch unvollständig war.
Im Jahr 1718 wurde außerdem, ebenfalls unter der Regie von Frisoni, das dem Residenzschloss direkt gegenüber liegende kleine Jagdschloss, das Schloss Favorite, vollendet, mit dessen Bau bereits Nette 1707 begonnen hatte. In den Jahren 1760 bis 1765 schließlich wurde, unter dem Architekten Philippe de La Guêpière, das zweite kleine Lustschloss, das Seeschloss Monrepos, errichtet und damit das Ludwigsburger Schlossensemble vollendet. Das Residenzschloss war über die 1764 bis 1768 erbaute, heute noch weitestgehend in der Landschaft als exakte Gerade erkennbare, 13 Kilometer lange Verbindungsachse Solitude-Allee mit dem westlich von Stuttgart auf einem Höhenrücken gelegenen Schloss Solitude verbunden, das zwischen 1763 und 1769 unter Herzog Carl Eugen von Württemberg als Jagdschloss errichtet wurde.

### Innenausstattung

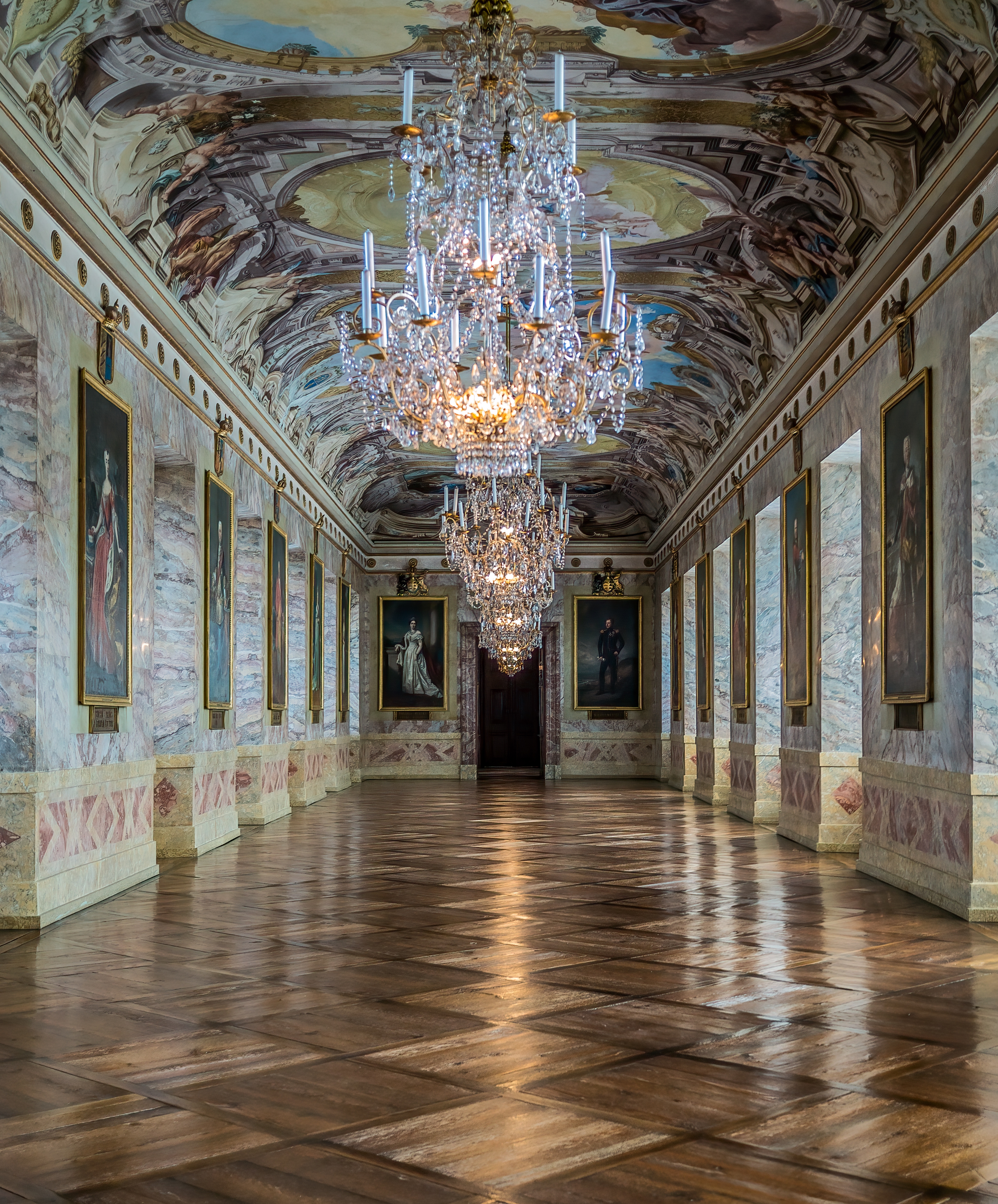
Ahnengalerie

Die Innenausstattung umfasst einen Zeitraum von 100 Jahren und darin die gesamte Stilwandlung vom Barock über das Rokoko zum Klassizismus. Chronologisch entspricht sie insgesamt den Regierungszeiten der drei Bauherren. Die Wandlung vom ersten zum zweiten Baustil ist fließend, die vom zweiten zum dritten abrupt. Von der Ausstattung aus der Zeit Eberhard Ludwigs (1677–1733) wurde Anfang des 19. Jahrhunderts vieles rücksichtslos beseitigt. Jetzt kommen einige kleinere Räume in Betracht (Spiegelzimmer, Jagdpavillon, Verbindungsgalerie vom Fürstenbau zum Spielpavillon und besonders die Schlosskapelle). In ihnen wirken die Barockformen als schwerer und lauter Prunk. Material und Ausführung sind hier sehr ungleich.
Die Rokokoräume aus der Zeit Carl Eugens (1737–1793) zeigen sich gleichmäßiger und einheitlicher: Der neue Lyra-Einbau des Theaters, die Bildergalerie, der Festinsaal, und als Glanzstück der als evangelische Schlosskapelle ausgebaute westliche Zentralbau. Unter Friedrich II. (1797–1816) erfolgte die Umarbeitung des Alten Corps des Logis, das Hauptgeschoss des Neuen Corps des Logis, der Marmorsaal, der Ordenssaal und anderer Räume. In ihnen tritt neben dem Bedürfnis nach fürstlichem Komfort auch das nach fürstlicher Repräsentation wieder stärker hervor.
Der Marmorsaletta im Jagdpavillon gilt heute als ein Raum, in dem sich die barocke Gestaltung am besten erhalten hat. Der Raum, in dem die erste Ausstattung des Schlosses zu Beginn des 18. Jahrhunderts erhalten geblieben ist, zeugt von der qualitativ äußerst hochwertigen Ausstattung. Die Pilaster sind hier mit farbigem Bandelwerk ornamentiert. Die Wandfelder zeigen das Kreuz des Jagdordens St. Hubertus sowie das Monogramm des Ordensgründers und Bauherrn Herzog Eberhard Ludwigs von Württemberg. Erhalten geblieben sind die beiden markant gerahmten Kamine, die mit ihren hohen Spiegeln erheblich zur Raumwirkung beitragen.
Der unter Friedrich II. entstandene Marmorsaal bildet das Zentrum des Neuen Hauptbaus. Er gilt als Höhepunkt der dortigen Raumfolge und diente bei Festen als Empfangs- und Speisesaal. Die klare Gliederung im klassizistischen Stil orientiert sich an Vorbildern der Antike. Der Entwurf stammt von Nikolaus Friedrich Thouret, der auch viele andere Räume im Neuen Hauptbau klassizistisch umgestaltete.
Mit einer Länge von 200 Metern und einer Breite von 150 Metern ist Ludwigsburg eines der größten Schlösser Europas. Es wird aufgrund seiner kunstgeschichtlichen Stellung auch „württembergisches Versailles“ genannt.

## Nutzungsgeschichte

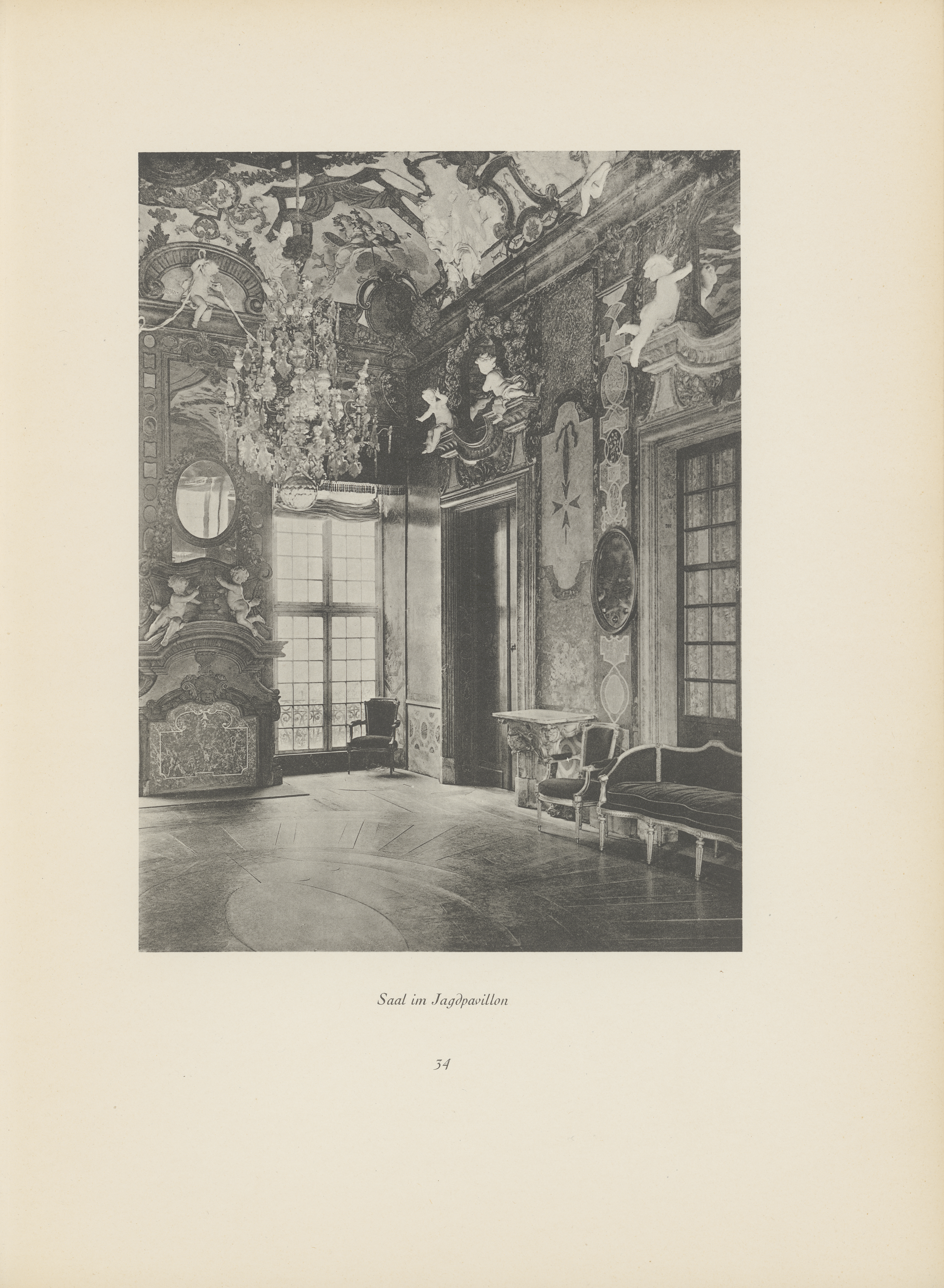
Jagdpavillon

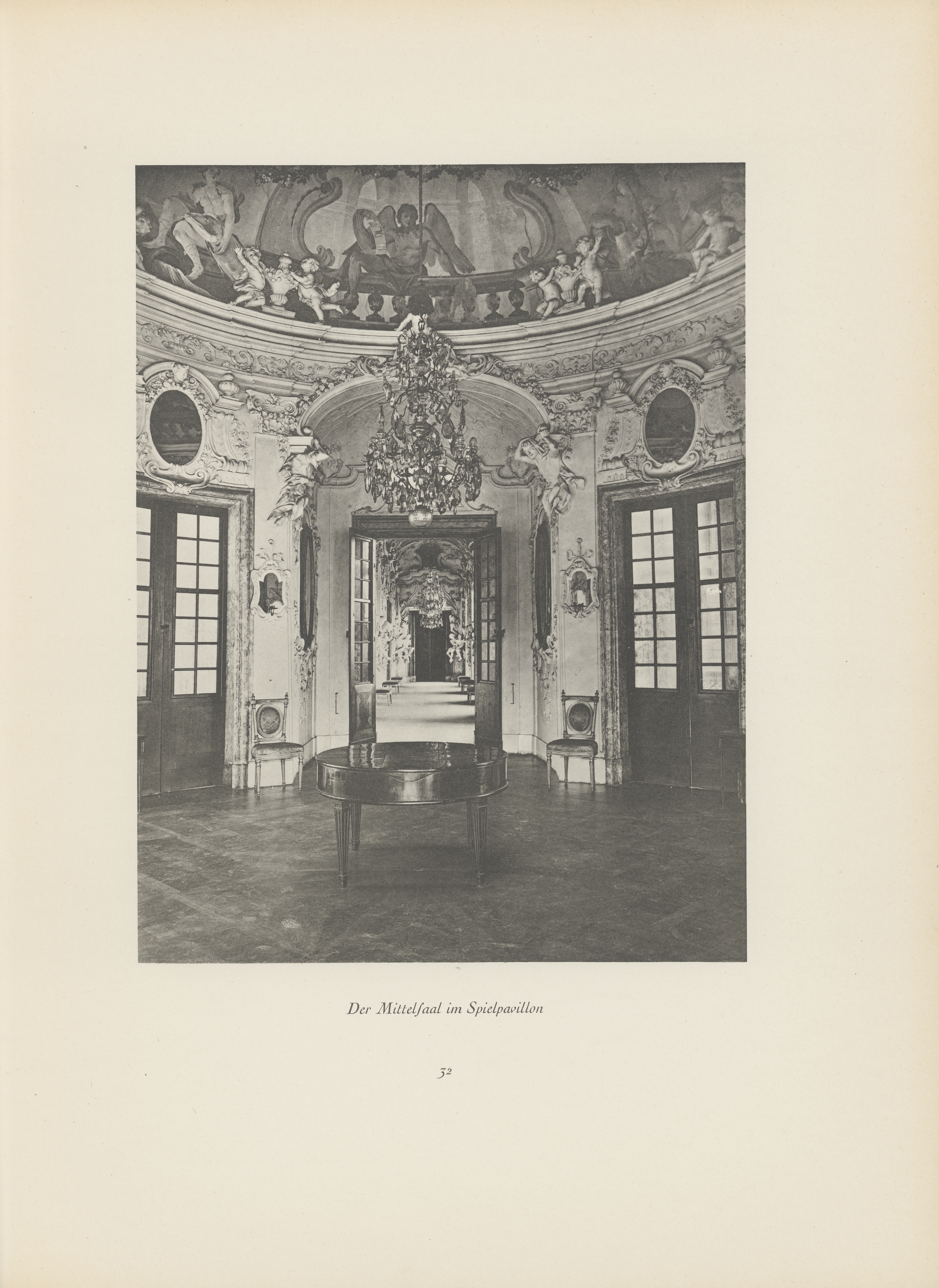
Spielpavillon

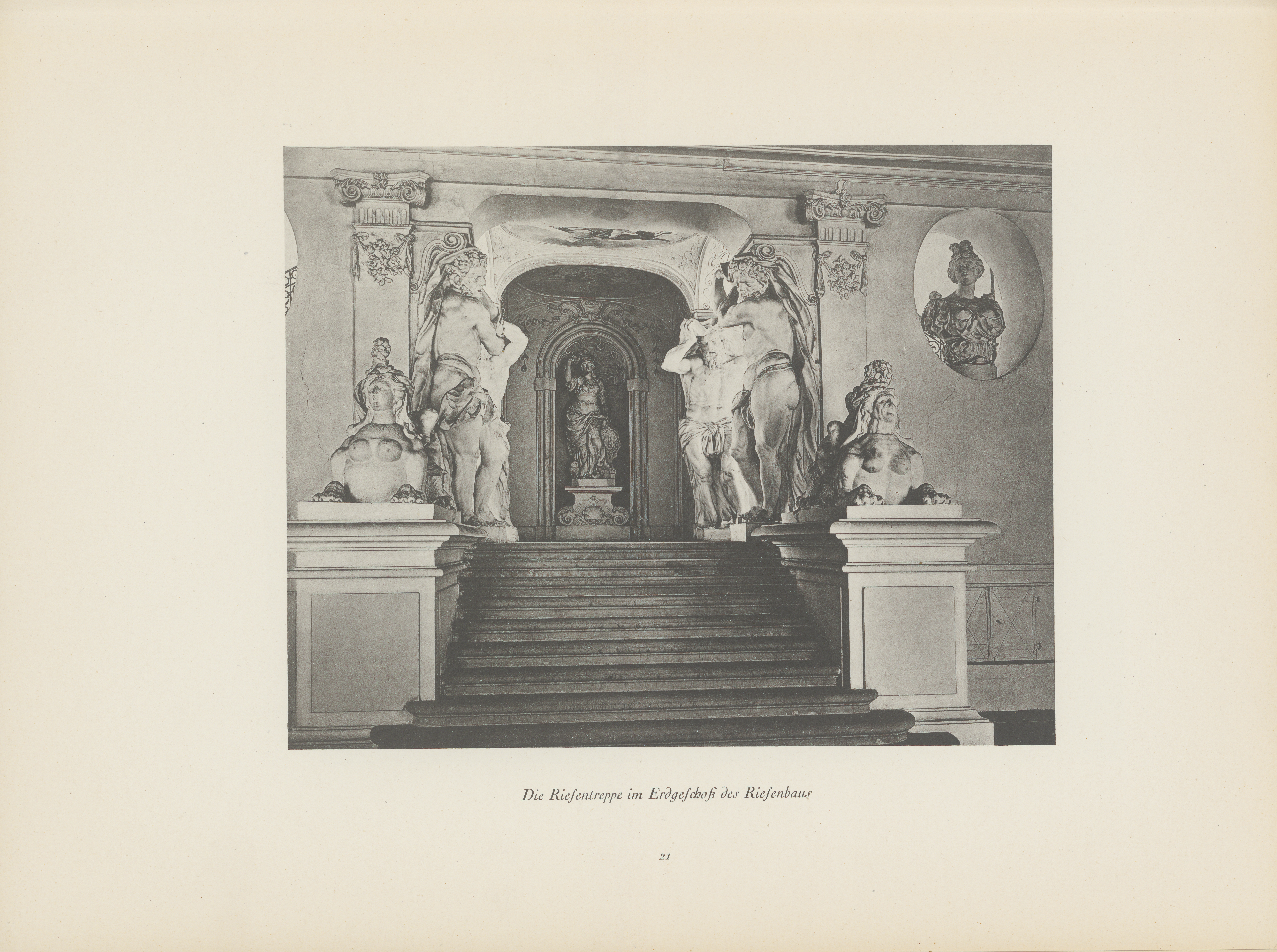
Riesentreppe

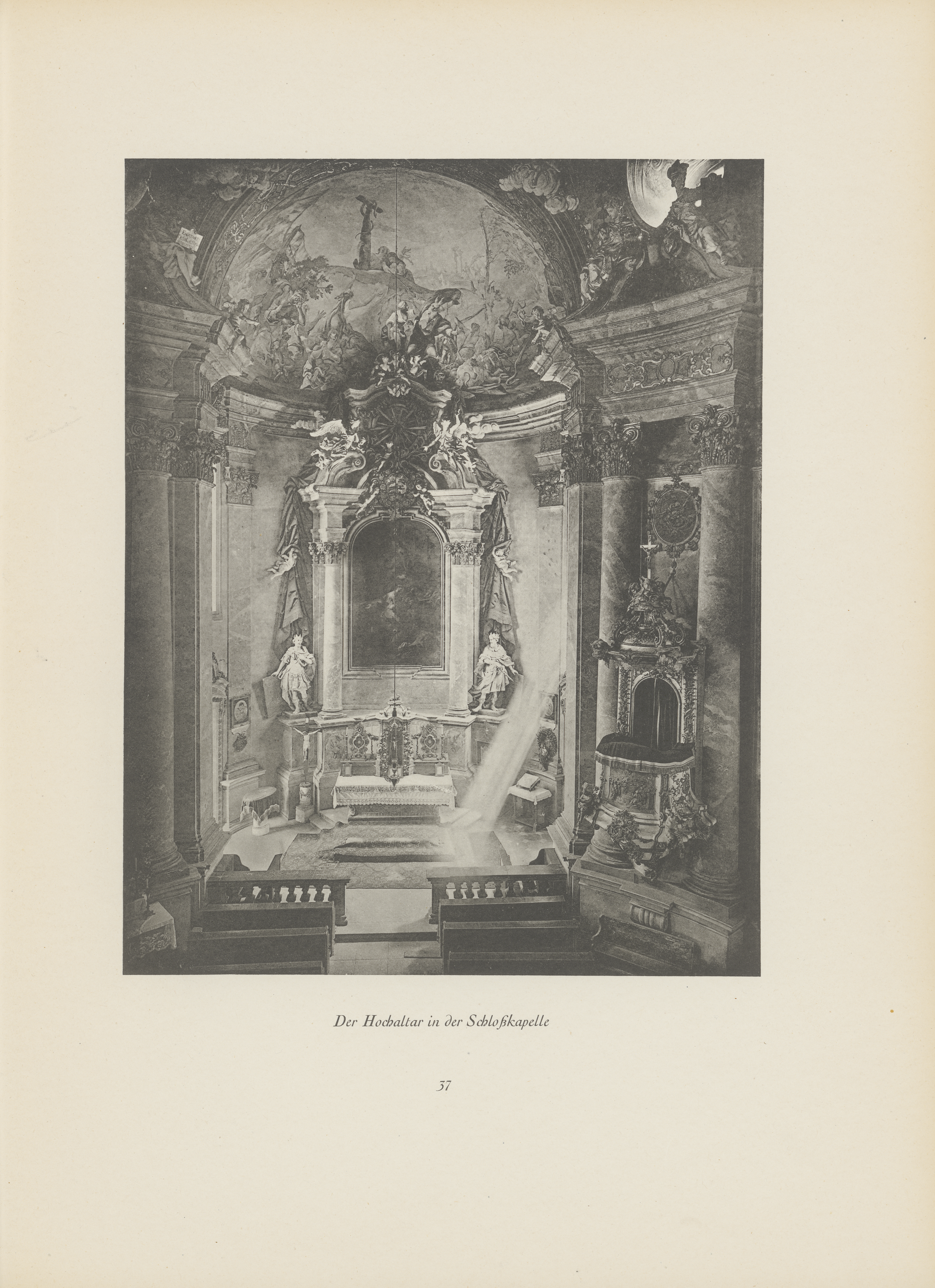
Schlosskapelle

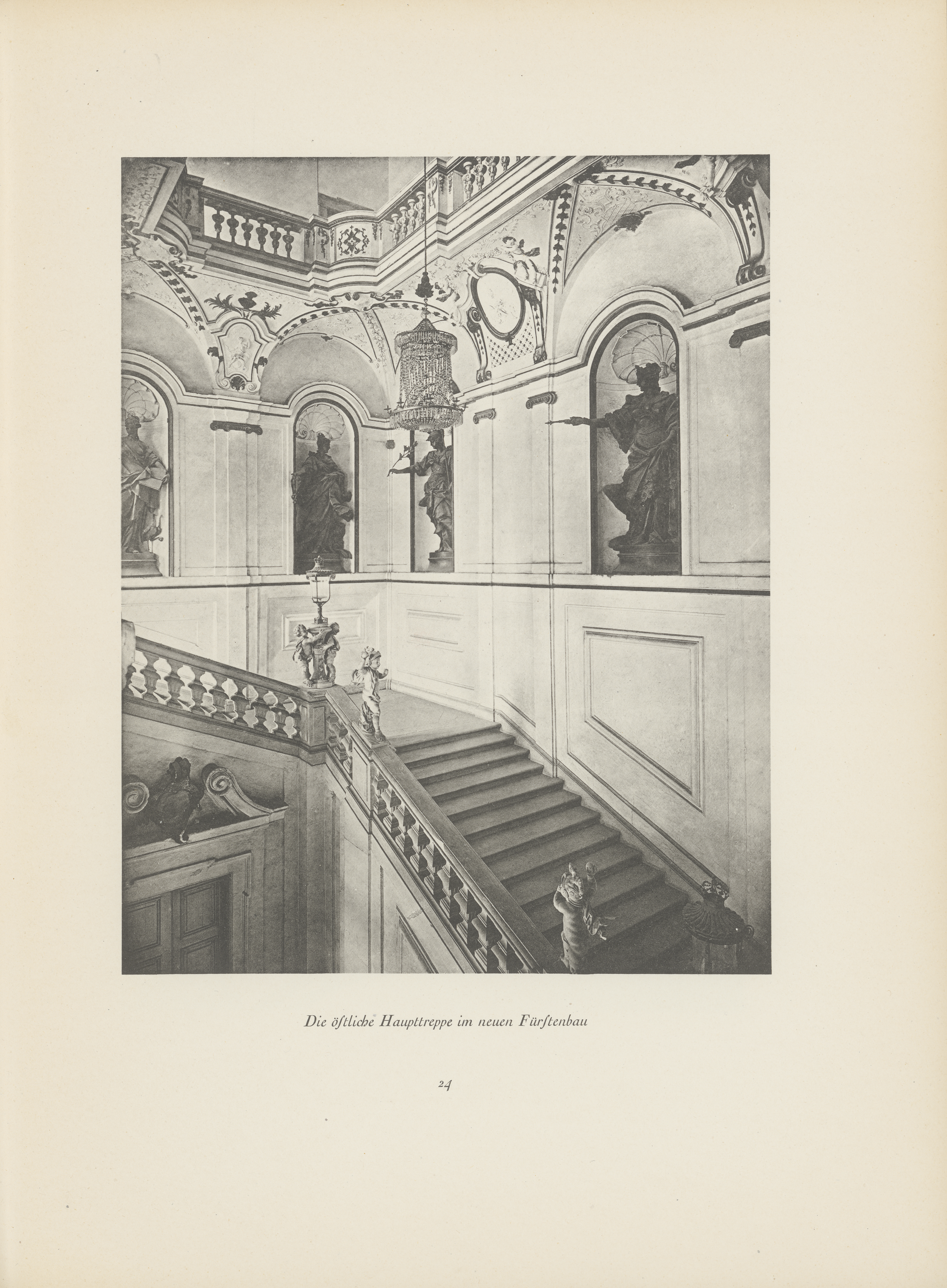
Prunktreppe

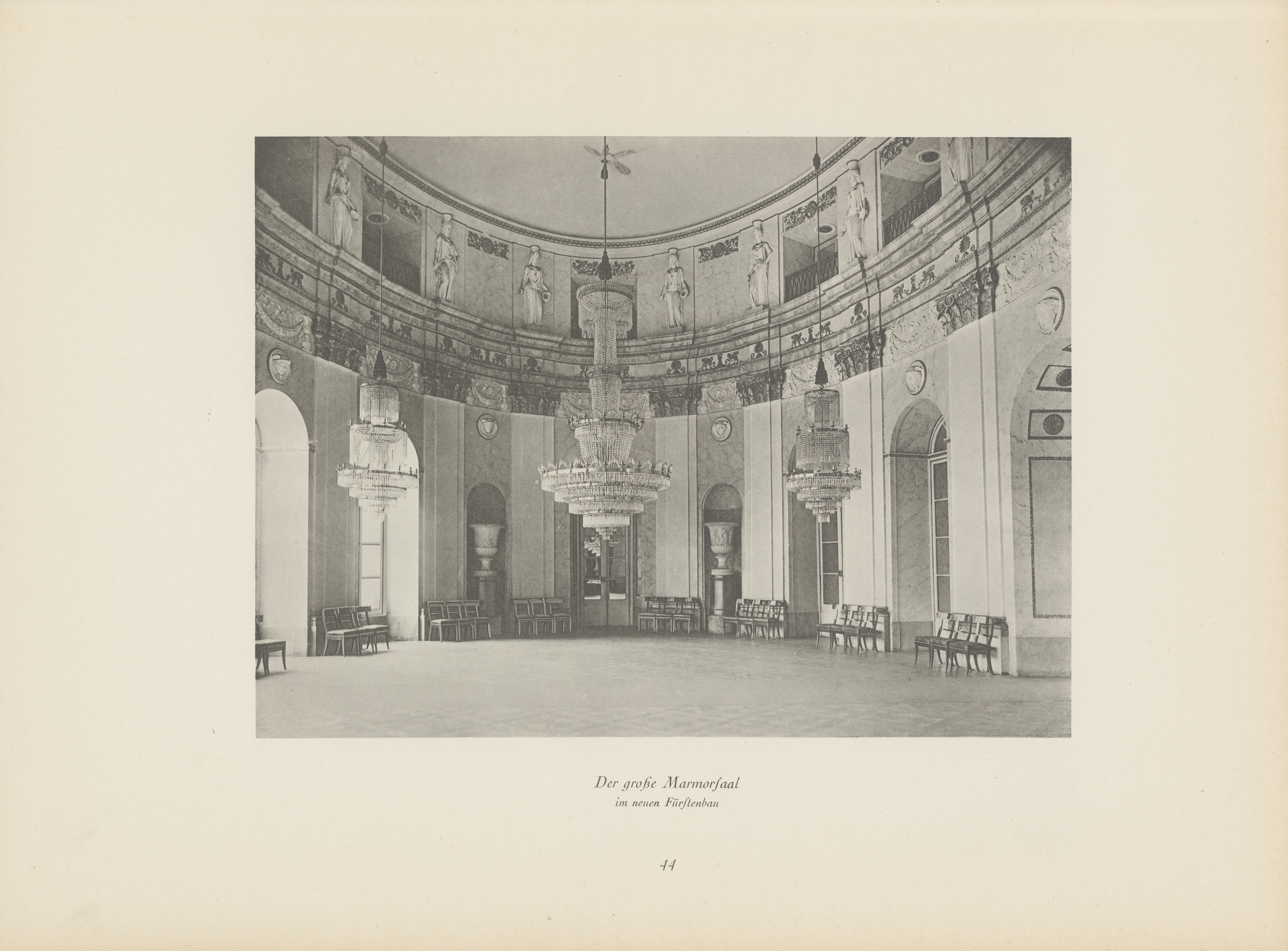
Marmorsaal

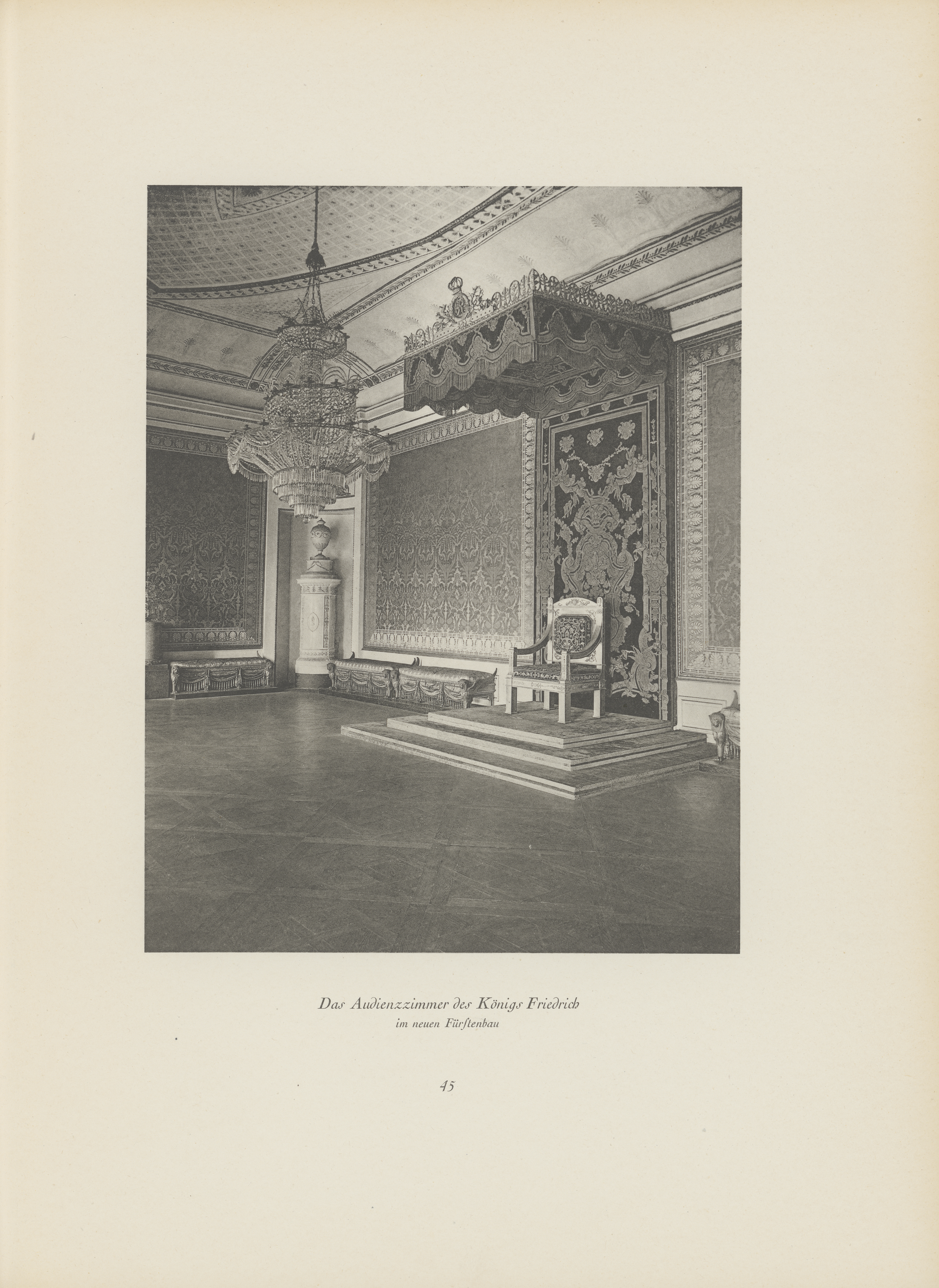
Audienzzimmer

Ludwigsburg galt als einer der prächtigsten europäischen Höfe und umfasst 452 Räume, zwei Kirchen, ein Theater und einen großen Innenhof (Ehrenhof). In den ausgedehnten Schlossgärten finden sich unter anderem künstliche Wasserfälle und Felsengrotten. Bis zur Auflösung des Königreichs und der Gründung des Volksstaats im Jahr 1918 wurde das Residenzschloss vom württembergischen Königshaus genutzt. Danach diente es als öffentlich zugängliches Schlossmuseum. Die Tatsache, dass im Schloss sowohl die Konstitution des Königreichs Württemberg von 1819 als auch die Verfassung des Volksstaats Württemberg von 1919 verabschiedet wurden, macht Ludwigsburg zu einem bedeutenden Ort der Demokratiegeschichte. Heute zählt Schloss Ludwigsburg zu den landeseigenen Monumenten und wird von der Einrichtung Staatliche Schlösser und Gärten Baden-Württemberg betreut. Das Schloss ist auf drei Seiten umgeben von einer großen Parkanlage. Zur 250-Jahr-Feier des Schlosses 1954 wurden diese Gärten teils in historischer, teils dem Barock frei nachempfundener Form angelegt. Seitdem ist die Gartenanlage mit dem 1959 eröffneten, dazugehörigen Märchengarten unter dem Namen „Blühendes Barock“ bekannt und beliebt als Ausflugsziel.
Am 9. September 1962 hielt der französische Staatspräsident Charles de Gaulle am letzten Tage seines Staatsbesuches im Ludwigsburger Schlosshof seine vielbeachtete Rede an die deutsche Jugend. Heute finden im Schlosshof regelmäßig Konzerte und Veranstaltungen statt. Das Ensemble aus Gartenanlage, Residenzschloss und den umliegenden Lustschlössern macht Ludwigsburg über die Landesgrenzen hinaus zu einer beliebten Touristenattraktion. Gärten, Architektur und originale Raumausstattungen zeigen mit Gestaltungsformen des Barock, Rokoko, Klassizismus und Empire die unterschiedlichen Auffassungen verschiedener Epochen. Zur 300-Jahr-Feier des Schlosses 2004 wurden im Schloss vier neue Museen eröffnet. Neben Rundgängen durch die Schlossräume bietet das Schloss den Besuchern:

### Barockgalerie
Hier werden über 150 ausgewählte Meisterwerke deutscher und italienischer Malerei des 17. und 18. Jahrhunderts aus der Sammlung der Staatsgalerie Stuttgart ausgestellt. Sie bieten einen Querschnitt der europäischen Barockmalerei. Darunter sind fünf herausragende Arbeiten von Johann Heinrich Schönfeld mit den berühmten „Schatzgräbern“, eines der Hauptwerke Schönfelds, Porträts von Balthasar Denner und Christian Seybold.

### Keramikmuseum
Das Landesmuseum Württemberg aus Stuttgart stellt im Obergeschoss des südlichen Neuen Hauptbaus des Schlosses seine umfangreiche Porzellan-, Fayence- und Keramiksammlung aus. Gezeigt werden hier auf mehr als 2000 m² bedeutende Stücke der großen Porzellanmanufakturen Meißen, Nymphenburg, Berlin, Wien und Ludwigsburg sowie zeitgenössische Keramik.
Die Porzellanmanufaktur Ludwigsburg firmiert seit 1967 im Schloss als Schlossmanufaktur Ludwigsburg GmbH.

### Modemuseum
Europäische Kleidung aus gut zwei Jahrhunderten zeigt das Modemuseum, ein Zweigmuseum des Landesmuseums Württemberg, im ehemaligen Festinbau des Schlosses. Auf zwei Ebenen sind auf 750 Quadratmetern Ausstellungsfläche rund 700 originale Kostüme und Accessoires des 18. bis 20. Jahrhunderts für Damen, Herren und Kinder zu sehen. Die historische Modenschau ist chronologisch gegliedert und zeigt Mode als sinnfälligsten Ausdruck gesellschaftlicher Veränderungen.

### Schlosstheater
Im barocken Schlosstheater von 1758 finden bis heute Veranstaltungen statt. 1998 konnte das Schlosstheater nach über fünfjähriger Restaurierung neu eröffnet werden. Seither bietet das architektonische und theatergeschichtliche Denkmal den jeweils bis zu 350 Zuschauern unterschiedliche Veranstaltungen z. B. der Ludwigsburger Schlossfestspiele. Einzigartig ist die weitgehend originalgetreue Bühnentechnik mit einem zentralen Wellbaum unter der Bühne zum Austausch von zwei Serien von auf Tiefenwirkung zielenden Kulissenschlitten. Sie werden durch eine einfache Mechanik bewegt. Es sind noch acht Garnituren verschiedener Original-Kulissen (Garten, Säle, Dorf) vorhanden. In einem separaten kleinen Theater-Museum sind die Restaurierung und der Bestand dokumentiert.

### Schlosskapelle
Mit dem Bau der Schlosskapelle wurde 1716 begonnen. Die zweigeschossige Kirche wurde von dem italienischen Architekten Donato Giuseppe Frisoni geschaffen. Es handelt sich dabei um einen Zentralbau in Form eines Kreisbaues, in Tradition der großen Grabkirchen seit der Antike. Die Herrscherfamilie konnte von ihren Wohnräumen direkt in die Herzogsloge gelangen, während die Mitglieder des Hofstaates auf den seitlichen Emporen Platz nahmen. In der Mittelkuppel der Kapelle befindet sich ein imposantes Deckengemälde, welches die „Verherrlichung der Heiligen Dreifaltigkeit“ zeigt und von dem Maler Carlo Carlone geschaffen wurde. Unter der Kirche ließ der Herzog eine Gruft für die fürstliche Familie einrichten. Dort befinden sich unter anderem die Särge von Herzog Eberhard Ludwig, Herzog Carl Eugen, und König Friedrich I.

#### Gräber in der Schlosskapelle
In der Schlosskapelle befinden sich die Gräber folgender Mitglieder der württembergischen Herrscherfamilie:
1. Erbprinz Friedrich Ludwig (14. Dezember 1698 – 23. November 1731), Sohn von Eberhard Ludwig
2. Eberhard Ludwig, Herzog von Württemberg (1676–1733)
3. Karl Alexander, Herzog von Württemberg (1684–1737)
4. Herzogin Friederike (19. Februar 1750 – 12. März 1751), Tochter von Herzog Carl Eugen
5. Marie-Auguste von Thurn und Taxis, Herzogin von Württemberg (1706–1756), Ehefrau von Karl Alexander
6. Johanna Elisabeth von Baden-Durlach, Herzogin von Württemberg (3. Oktober 1680 – 2. Juli 1757), Ehefrau von Eberhard Ludwig
7. Elisabeth Friederike Sophie von Brandenburg-Bayreuth, Herzogin von Württemberg (1732–1780), Ehefrau von Carl Eugen
8. Prinzessin Sophie Dorothea (24. Dezember 1783 – 3. Oktober 1784)
9. Augusta Elisabeth, Fürstin von Thurn und Taxis (30. Oktober 1734–4. Juni 1787), Tochter von Karl Alexander
10. Carl Eugen, Herzog von Württemberg (1728–1793)
11. Ludwig Eugen, Herzog von Württemberg (1731–1795)
12. Friedrich Eugen, Herzog von Württemberg (1732–1797)
13. Friederike Dorothea Sophia von Brandenburg-Schwedt, Herzogin von Württemberg (18. Dezember 1736–9. März 1798), Ehefrau von Friedrich Eugen
14. Sophie Albertine von Beichlingen, Herzogin von Württemberg (15. Dezember 1728–10. Mai 1807), Ehefrau von Ludwig Eugen
15. Prinz Paul (7. März 1809–28. Mai 1810), Sohn von Prinz Paul
16. Friedrich I., König von Württemberg (1754–1816)
17. Charlotte Auguste von Großbritannien, Königin von Württemberg (1766–1828), Ehefrau von Friedrich I.
18. Katharina, Königin von Westphalen (1783–1835), Tochter von Friedrich I.
19. Prinzessin Charlotte von Sachsen-Altenburg (17. Juni 1787–12. Dezember 1847), Ehefrau von Prinz Paul
20. Prinz Paul von Württemberg (1785–1852), Sohn von Friedrich I.
21. Théodelinde de Beauharnais, Herzogin von Urach (13. April 1814–1. April 1857), Ehefrau von Herzog Wilhelm I. von Urach
22. Gräfin Eugenie von Württemberg (13. September 1848–26. November 1867), Tochter von Herzog Wilhelm I. von Urach
23. Herzog Wilhelm I. von Urach (6. Juli 1810–17. Juli 1869)
24. Prinz Friedrich von Württemberg (21. Februar 1808 – 9. Mai 1870), Ehemann von Prinzessin Katharina (1821–1898)
25. Sophie Dorothea von Thurn und Taxis (4. März 1800–20. Dezember 1870), Ehefrau von Herzog Paul Wilhelm von Württemberg (1835 geschieden)
26. Pauline, Königin von Württemberg (1800–1873), Ehefrau von König Wilhelm I.
27. Prinz August von Württemberg (1813–1885), Sohn von Prinz Paul
28. Herzog Maximilian (3. September 1828–28. Juli 1888), Sohn von Herzog Paul Wilhelm und Sophie Dorothea
29. Florestine von Monaco (2. Oktober 1833–24. April 1897), Ehefrau von Wilhelm I. von Urach
30. Prinzessin Katharina (24. August 1821–6. Dezember 1898), Tochter von König Wilhelm I.
31. Fürstin Maria Gabriela von Urach (22. Juni 1893–19. März 1908), Tochter von Herzog Wilhelm II. von Urach
32. Amalie in Bayern, Herzogin von Urach (24. Dezember 1865–26. Mai 1912), Ehefrau von Herzog Wilhelm II.
33. Herzog Philipp von Württemberg (30. Juli 1838–11. Oktober 1917), Sohn von Herzog Alexander II.
34. Fürst Karl Joseph von Urach (15. Februar 1865–5. Dezember 1925), Sohn von Herzog Wilhelm I.
35. Herzog Wilhelm II. von Urach (3. März 1864–24. März 1928), Sohn von Herzog Wilhelm I. von Urach
36. Hermine von Schaumburg-Lippe (5. Oktober 1845–23. Dezember 1930), Ehefrau von Herzog Maximilian

#### Orgeln in der Schlosskapelle
1724 erhielt die Kapelle eine erste Orgel des Hoforgelmachers Joseph Friedrich Baumeister, die beim Einbau der Nachfolgeorgel 1789 nach St. Eberhard (Stuttgart) verkauft und später in Kloster Schöntal aufgestellt wurde.
1798 stellte der Hoforgelmacher Johann Jakob Pfeiffer die Orgel der gegenüber liegenden Ordenskapelle in der Schlosskapelle auf. Das Instrument war 1747 von dem Orgelbauer Georg Friedrich Schmahl (Ulm) erbaut worden. 1916 baute die Orgelbaufirma Walcker (Ludwigsburg) das Instrument um, änderte die Disposition und stattete das Instrument mit pneumatischen Trakturen aus. Das Schleifladen-Instrument hat 18 Register auf zwei Manualen und Pedal. Die Spieltraktur ist pneumatisch, die Registertraktur ist mechanisch.
| I Hauptwerk C–c3 |                |    |
| 1.               | Principal      | 8′ |
| 2.               | Gedeckt        | 8′ |
| 3.               | Gemshorn       | 8′ |
| 4.               | Viola di Gamba | 8′ |
| 5.               | Oktave         | 4′ |

| (Fortsetzung) |             |       |
| 6.            | Flöte       | 4′    |
| 7.            | Nasard      | 2 ⁄3′ |
| 8.            | Superoktave | 2′    |
| 9.            | Mixtur IV   | 1′    |
| 10.           | Trompete    | 8′    |

| II Oberwerk C–c3 |             |    |
| 11.              | Prinzipal   | 4′ |
| 12.              | Gedeckt     | 8′ |
| 13.              | Spitzflöte  | 4′ |
| 14.              | Superoktave | 2′ |
| 15.              | Dolce       | 8′ |

| Pedal C–d1 |             |     |
| 16.        | Subbass     | 16′ |
| 17.        | Oktavbass   | 8′  |
| 18.        | Violoncello | 8′  |

- Koppeln: II/I (auch als Suboktavkoppel), I/P, II/P.